# Kuchnia koreańska

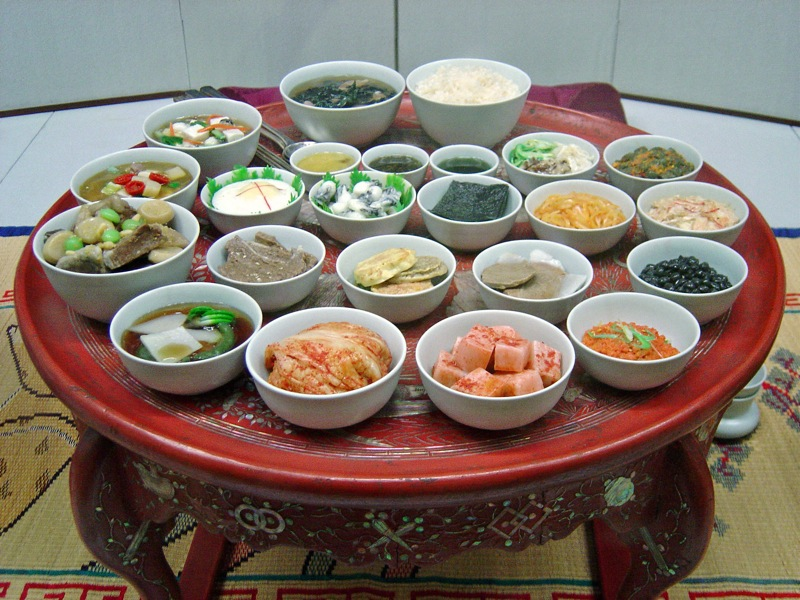
Zestaw koreańskich potraw bankietowych

Kuchnia koreańska – tradycje kulinarne typowe dla mieszkańców Półwyspu Koreańskiego oraz diaspory koreańskiej w różnych krajach. Podobnie jak kuchnie innych krajów Dalekiego Wschodu, opiera się głównie na ryżu i makaronie z dodatkiem towarzyszących dań zwanych banchan, sporządzonych z warzyw, mięsa oraz z soi w różnych postaciach. Za narodowe danie uznawane jest kimchi, pikantna potrawa z kiszonej kapusty lub innych warzyw, spożywana niemal codziennie. Kontrowersje budzi na Zachodzie kwestia jedzenia psów w Korei Południowej, jednak spożywanie psiego mięsa wydaje się być tam ograniczone do stosunkowo wąskiego grona starszych mężczyzn cierpiących na impotencję i wierzących w mity związane z ponoć leczniczymi właściwościami psiego mięsa.

## Dania
Koreańska żywność może być w dużym stopniu podzielona na grupy „żywność podstawowa” (kor. 주식), „przystawki” (kor. 부식) i „desery” (kor.후식). Główne dania przygotowywane są z ziaren – bap (ryż), juk (kleik) i guksu (makaron).
Wiele koreańskich banchan dzięki fermentacji zyskuje trwałość i smak, zwykle pikantny, słony i ostry. Niektóre regiony są szczególnie związane z pewnymi potrawami (na przykład miasto Jeonju z bibimbap), jako miejsce pochodzenia lub jako słynna regionalna odmiana. Restauracje często posługują się tymi sławnymi nazwami na swoich szyldach lub menu (np. „Suwon galbi”).

### Zupy i potrawki

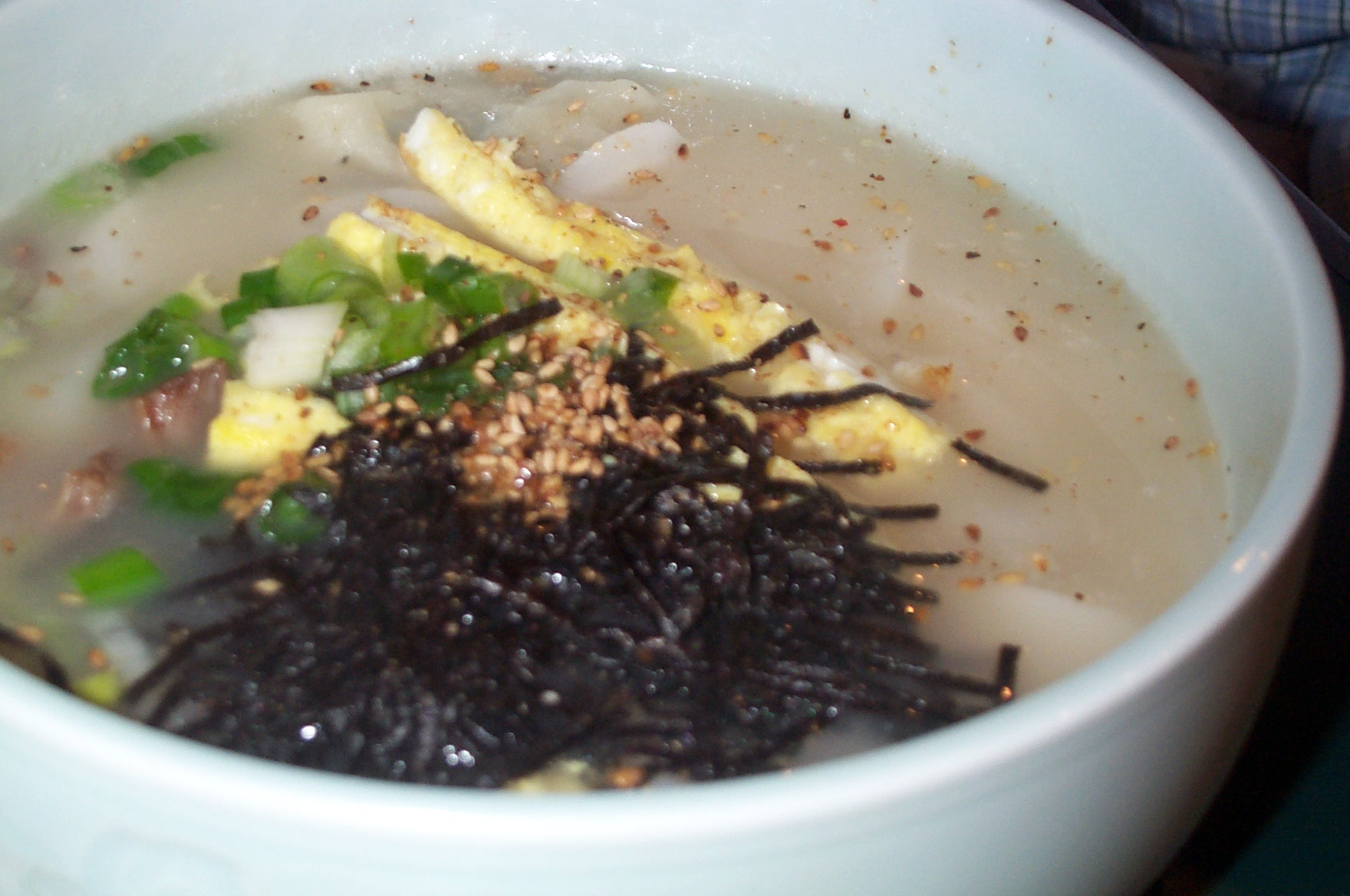
Tteokguk – zupa z tteok (ciasta ryżowego)

Zupy są częstym elementem każdego koreańskiego posiłku. W przeciwieństwie do innych kultur, w kulturze koreańskiej zupa jest podawana jako część dania głównego, a nie na początku lub na końcu posiłku, jako dodatek do ryżu wraz z innymi banchanami. Zupy, znane jako guk, są często przyrządzane z mięsem, skorupiakami i warzywami. Tang to bardziej formalna nazwa guk, zwykle wymaga dłuższego gotowania. Jjigae są bardziej gęste i przyprawione.
Niektóre z popularnych rodzajów zup:
- Malgeunguk (kor. 맑은국) – jest zaprawiana za pomocą sosu ganjang. Do zupy można dodać niewielkie ilości długo gotowanego mięsa lub owoce morza (zarówno świeże, jak i suszone), lub głównym składnikiem klarownej zupy mogą być warzywa.
- Tojangguk (kor. 토장국) – jest przyprawiana za pomocą doenjang. Częstymi składnikami tojangguk są owoce morza, jak małże, suszone sardele i krewetki. Dla osiągnięcia bardziej pikantnego smaku dodaje się pastę gochujang[5].
- Gomguk (kor. 곰국) lub gomtang (kor. 곰탕) – jest przygotowywana z gotowanych kości wołowych lub tkanek chrzęstnych. Zupa ma swój początek jako danie chłopskie, wykorzystuje się wszystkie części wołowiny, w tym kości ogonowe, nóg i żeber z mięsem lub bez – są gotowane w wodzie w celu ekstrakcji tłuszczu, szpiku i żelatyny, aby uzyskać wysokokaloryczną zupę. Do przyrządzenia niektórych wersji tej zupy wykorzystuje się również głowy wołowe i jelita. Jedyną przyprawą zwykle stosowaną do zupy jest sól.
- Naengguk (kor. 냉국) – zupa podawana na zimno, zwykle przyrządzana w miesiącach letnich. Są delikatnie doprawiane, zwykle używa się ganjang i oleju sezamowego[4].

Potrawki są określane jako jjigae  i często są wspólną przystawką. Jjigae jest często podawana w glazurowanym glinianym garnku (ttukbaegi), w którym jest gotowana. Jej najbardziej popularną wersją jest doenjang jjigae, czyli potrawka z pasty sojowej, z wieloma odmianami; typowe składniki to warzywa, ryby morskie lub  słodkowodne oraz tofu. Potrawka często zmienia się wraz z porami roku i składnikami, które są dostępne. Inne pospolite odmiany jjigae zawierają kimchi (kimchi jjigae) lub tofu (sundubu jjigae).

### Kimchi

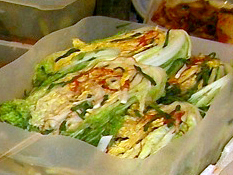
Baek-kimchi

Kimchi to tradycyjne danie przyrządzane ze sfermentowanych warzywnych zwykle przygotowywanych z kapusty pekińskiej, koreańskiej rzodkwi, a czasem ogórków, zwykle fermentowanych w solance z imbirem, czosnkiem, szalotkami i papryczką chili. Istnieją nieskończone rodzaje o regionalnych odmianach, a podawane jest jako przystawka, dania z ryżu lub gotowane w zupie. Koreańczycy tradycyjnie robią wystarczająco dużo kimchi, aby przetrwać przez cały sezon zimowy, ponieważ sfermentowane produkty mogą być przechowywane przez kilka lat. W przeszłości były one przechowywane w tradycyjnych koreańskich garnkach błotnych znanych jako jangdokdae, chociaż wraz z pojawieniem się lodówek, specjalnych zamrażarek do kimchi i produkowanych komercyjnie kimchi praktyka ta stała się mniej popularna. Kimchi zawiera witaminę A, tiaminę B1, ryboflawinę B2, wapń i żelazo. Jego główną zaletą jest bakteria lactobacillus; można ją znaleźć w jogurtach i sfermentowanych produktach spożywczych. Ta bakteria pomaga w trawieniu. Południowi Koreańczycy jedzą średnio 22 kilogramy kimchi każdego roku.

### Makaron

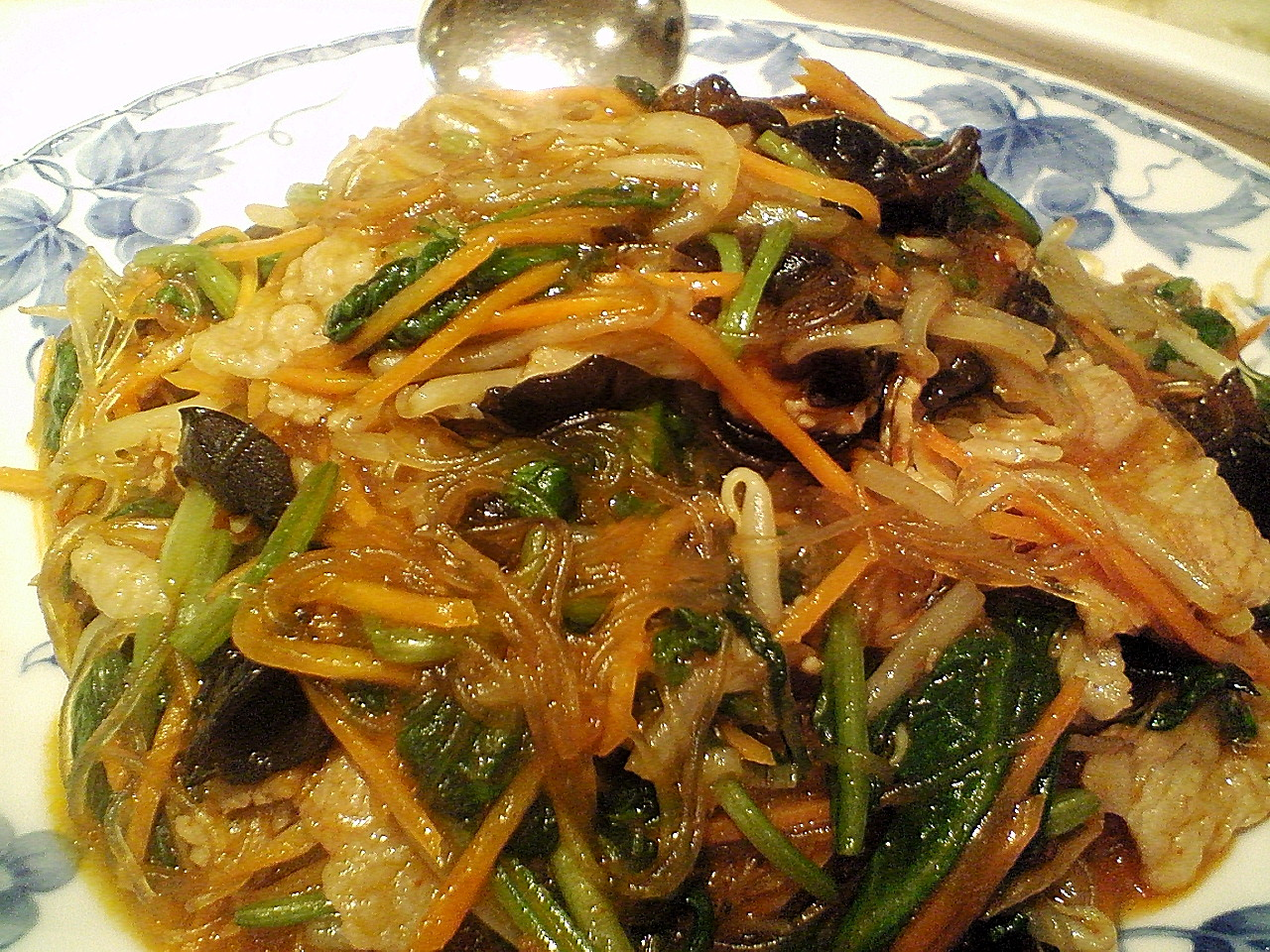
Japchae, rodzaj koreańskiego dania makaronowego z marynowanej wołowiny i warzyw w sosie sojowym i oleju sezamowym

Makaron lub dania makaronowe są w kuchni koreańskiej nazywane zbiorczo terminem guksu w języku koreańskim lub myeon w hancha. Podczas gdy makaron był spożywany w Korei od czasów starożytnych, produkcja pszenicy była mniejsza niż w innych upraw, więc makarony pszenne nie stały się codziennym jedzeniem aż do 1945 roku. Makaron pszenny (milguksu) był specjalne przyrządzany na urodziny, wesela lub pomyślne okazje, ponieważ długi i nieprzerwany kształt był uważany za związany ze szczęściem długowieczności i długotrwałego małżeństwa.
W Korei tradycyjne potrawy z makaronem to onmyeon lub guksu jangguk (makaron z gorącym, czystym bulionem), naengmyeon (zimne danie z makaronem gryczanym), bibim-guksu (zimne danie z makaronem wymieszane z warzywami), kal-guksu (makaron cięty nożem), kong-guksu (makaron z zimnym bulionem sojowym), japchae (makaron ze słodkich ziemniaków z różnymi warzywami) i inne. Na dworze królewskim baekmyeon (dosłownie „białe kluski”) przyrządzany z makaronu gryczanego i bulionu z bażanta uważano za najwyższej jakości danie z makaronu. Naengmyeon z zimną zupą wymieszaną z dongchimi (wodnistym kimchi z rzodkiewki) i rosołem z wołowiny był jadany latem.
- Jajangmyeon – podstawowe koreańskie danie makaronowe wywodzące się z kuchni chińskiej, jest bardzo popularne w Korei jako szybkie danie na wynos. Jest przyrządzane z sosem z czarnej fasoli, zwykle smażonym z pokrojoną w kostkę wieprzowiną lub owocami morza i różnymi warzywami, w tym z cukinią i ziemniakami. Jest popularnie zamawiany i dostarczany, podobnie jak chińskie jedzenie na wynos w innych częściach świata.
- Ramyeon – koreański makaron błyskawiczny podobny do ramen.
- Jjolmyeon – koreański makaron z mąki pszennej i skrobi.
- Dangmyeon – koreański makaron ze skrobi ziemniaczanej.

### Banchan

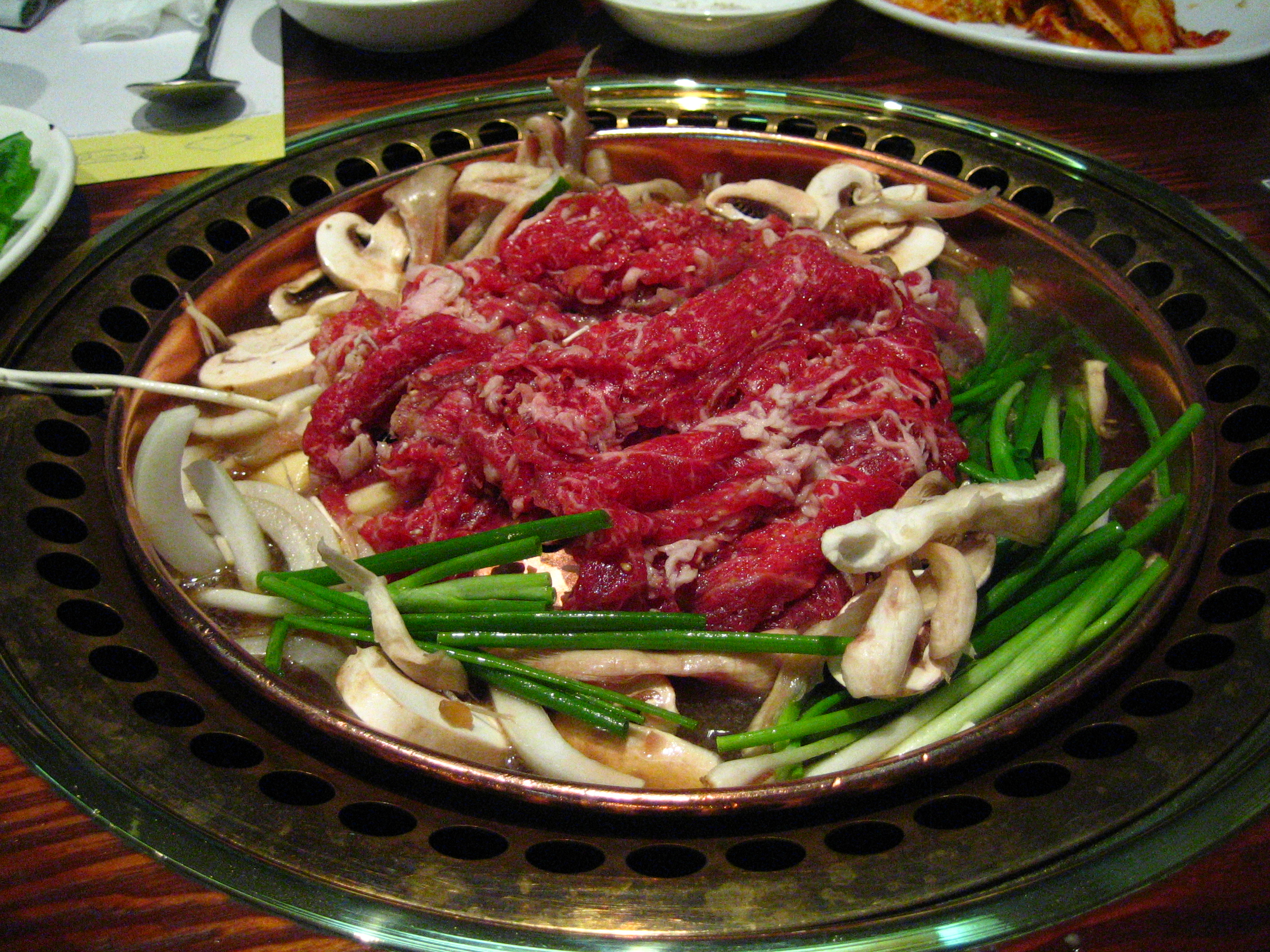
Bulgogi, grillowane danie koreańskie; pokazane tu mięso i warzywa nie zostały jeszcze usmażone

Banchan to termin odnoszący się zbiorczo do przystawek w kuchni koreańskiej. Zupy i potrawki nie są uważane za banchan.
Gui są to dania z grilla, których podstawowym składnikiem najczęściej jest mięso lub ryby, ale w niektórych przypadkach mogą również zawierać grillowane warzywa lub inne składniki warzywne. W tradycyjnych restauracjach mięsa są przygotowywane na środku stołu nad grillem na węgiel drzewny, w otoczeniu różnych banchan i misek ryżu. Przyrządzone mięso jest następnie krojone na małe kawałki i zawijane świeżymi liśćmi sałaty, z ryżem, cienko pokrojonym czosnkiem, ssamjang (mieszaniną gochujang i  dwenjang) i innymi przyprawami. Sufiks gui często pomija się w nazwach dań opartych na mięsie, takich jak galbi, których nazwa pierwotnie brzmiała galbi gui.
Jjim i  seon (dania na parze) są ogólnymi terminami odnoszącymi się do dań gotowanych lub gotowanych na parze w kuchni koreańskiej. Jednak pierwszy z nich odnosi się do dań wytwarzanych z mięsa lub składników na bazie owoców morza marynowanych w gochujang lub ganjang, podczas gdy seon składa się z warzyw nadziewanych.
Hoe (dania surowe): chociaż termin pierwotnie odnosił się do jakiegokolwiek rodzaju surowego dania, zazwyczaj używa się go w odniesieniu do saengseon-hoe (kor. 생선회, pl. surowe dania rybne). Są zanurzane w gochujang lub sosie sojowym z wasabi i podawane z liśćmi sałaty lub liśćmi pachnotki.

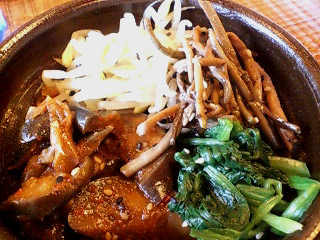
Namul

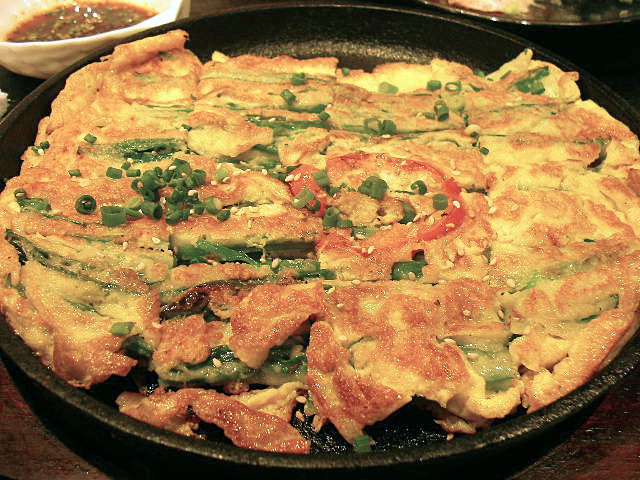
Bindaeddeok

Jeon (lub buchimgae) to pikantne naleśniki przyrządzane z różnych składników. Pokrojone kimchi lub owoce morza są dodawane do ciasta na bazie mąki pszennej, a następnie smażone na patelni. Danie to smakuje najlepiej, gdy jest zanurzone w mieszance sosu sojowego, octu i proszku z czerwonej papryki.
Namul używa się w odniesieniu do saengchae (kor. 생채, dosł. „świeże warzywa”) lub sukchae (kor. 숙채, dosł. „podgrzewane warzywa”) – jest to danie przygotowywane przez przyprawianie dzikich ziół, korzeni, kiełków lub warzyw. Saengchae są najczęściej doprawiane octem, sproszkowaną papryczką chili i solą, aby nadać im pikantny i orzeźwiający smak. Z drugiej strony sukchae są blanszowane i doprawiane sosem sojowym, olejem sezamowym, posiekanym czosnkiem lub czasem papryczką chili w proszku.

## Napoje

### Napoje bezalkoholowe

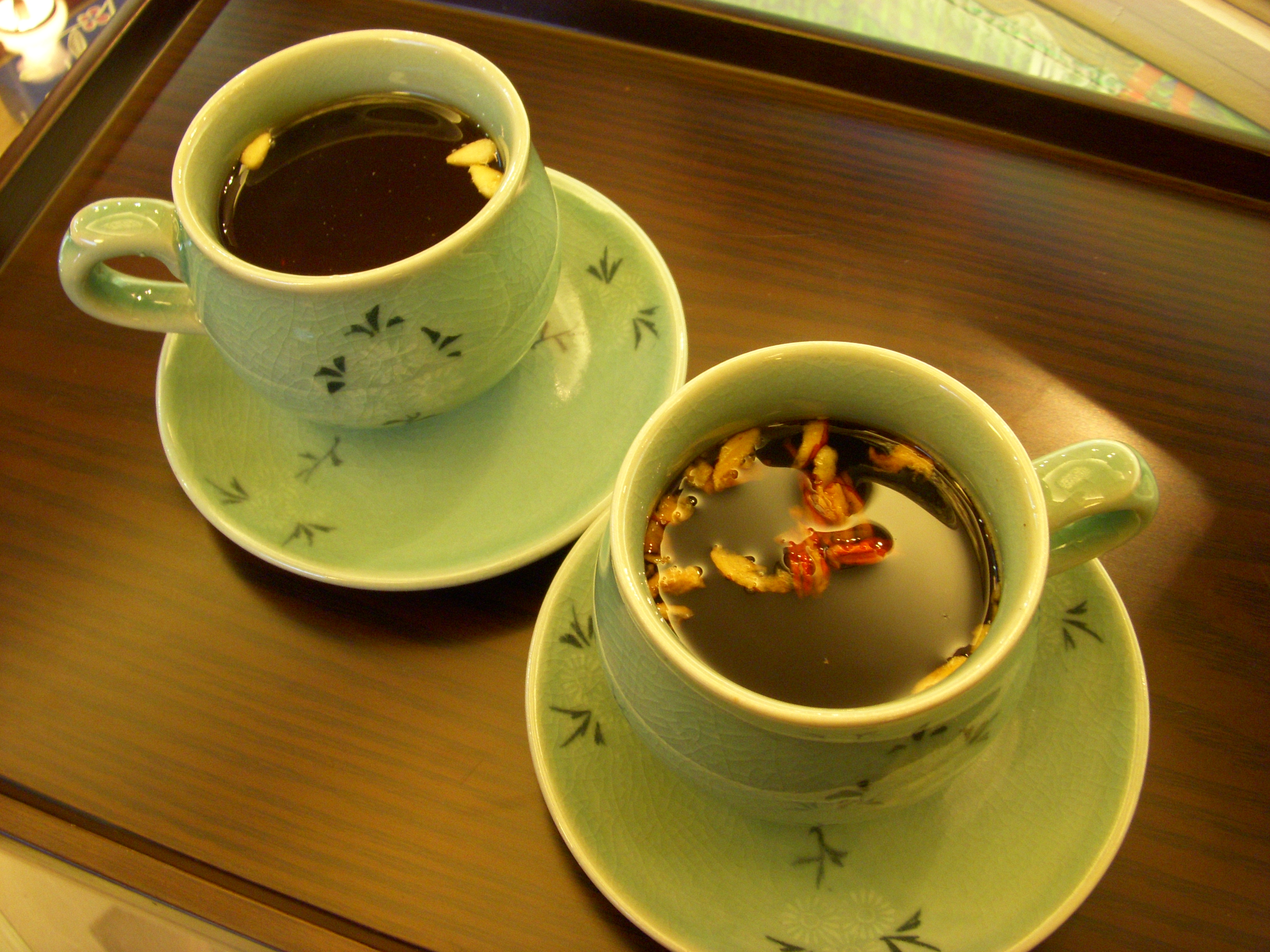
Daechu cha (herbata jujuba)

Wszystkie koreańskie tradycyjne napoje bezalkoholowe są nazywane eumcheong lub eumcheongnyu (kor. 음청류, 飮淸類), co dosłownie oznacza „napoje bezalkoholowe”. Według historycznych dokumentów dotyczących kuchni koreańskiej, odnotowano 193 pozycji eumcheongnyu. Eumcheongnyu można podzielić na następujące kategorie: herbata, hwachae (poncz owocowy), sikhye (słodki napój ryżowy), sujeonggwa (poncz z persymon), tang (탕, przegotowana woda), jang (장, sfermentowany sok zbożowy o kwaśnym smaku), suksu (숙수, napój ziołowy), galsu (갈수, napój z wyciągu owocowego i medycyny orientalnej), woda miodowa, sok i mleko według ich składników i metod przygotowania. Wśród nich herbaty, hwachae, sikhye i sujeonggwa są nadal powszechnie preferowane i konsumowane; jednakże inne niemal zniknęły pod koniec XX wieku.
W kuchni koreańskiej herbata, czy też cha, odnosi się do różnych rodzajów herbat ziołowych, które mogą być podawane na ciepło lub na zimno. Niekoniecznie związane z liśćmi, pączkami i łodygami rośliny camellia sinensis, są przygotowywane z różnych substancji, w tym owoców (np. yuja-cha), kwiatów (np. gukhwa-cha), liści, korzeni i ziaren (np. bori-cha, hyeonmi-cha) lub ziół i substancji stosowanych w tradycyjnej koreańskiej medycynie, takich jak żeń-szeń (np. insam-cha) i imbir (np. saenggang-cha).

### Napoje alkoholowe

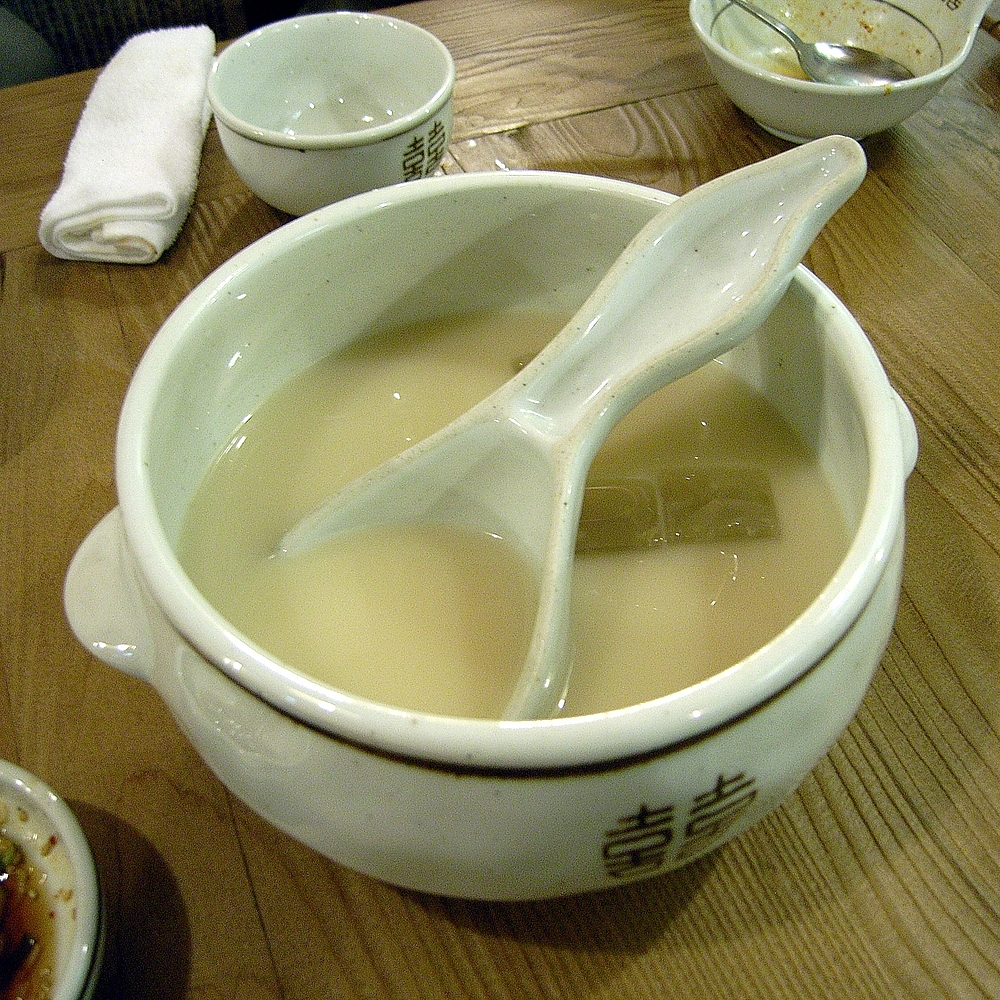
Miska makgeolli, typem takju

Podczas gdy soju jest najbardziej znanym alkoholem, istnieje ponad 100 różnych napojów alkoholowych, takich jak piwa, wina ryżowe i owocowe oraz innych napojów produkowanych w Korei Południowej. Najlepiej sprzedające się piwa krajowe (koreańskie określenie piwa to maekju) to lagery, które różnią się od piw zachodnich tym, że są warzone z ryżu, a nie z jęczmienia. W rezultacie koreańskie piwa są lżejsze i słodsze niż ich zachodnie odpowiedniki. Południowokoreański rynek piwa zdominowany jest przez dwa duże browary: Hite i OB. Taedonggang to północnokoreańska marka piwa produkowana w browarze w Pjongjangu od 2002 roku. Mikrobrowany i bary zyskują na popularności od 2002 roku.
Soju jest czystym alkoholem wysokoprocentowym, który pierwotnie wytwarzany był jedynie ze zboża, zwłaszcza z ryżu, a obecnie także ze słodkich ziemniaków lub jęczmienia. Soju produkowane z ziarna uważane jest za lepsze. Soju ma około 22% ABV.
Yakju jest rafinowanym czystym alkoholem fermentowanym z ryżu – najbardziej znanym jest cheongju. Takju to gęsty, nierafinowany trunek wytwarzany z ziaren, a najbardziej znanym jest makgeolli – białe, o mlecznej barwie wino ryżowe, tradycyjnie pijane przez rolników.

## Słodycze

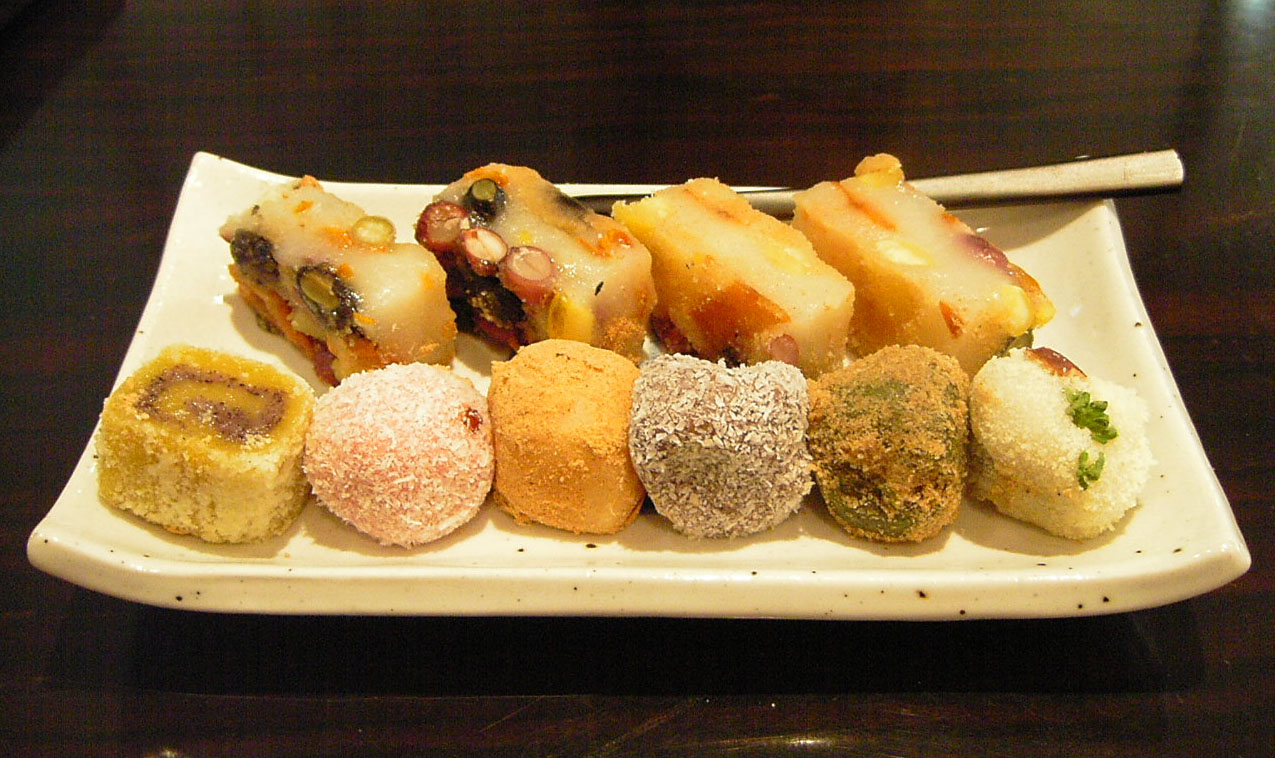
Tteok

Tradycyjne ciastka ryżowe tteok i koreański wyrób cukierniczy hangwa są spożywane jako przysmaki podczas świąt. Tteok odnosi się do wszelkiego rodzaju ciast ryżowych wykonanych głównie z ryżu lub ryżu kleistego. Podaje się je z nadzieniem lub pokryte słodką pastą z fasoli złotej, pastą z fasoli czerwonej, puree z fasoli czerwonej, rodzynkami, słodkim nadzieniem z nasion sezamu, słodkiej dyni, fasoli, jujuby, orzeszków piniowych lub miodu. Tteok jest zwykle podawany jako deser lub przekąska. Wśród odmian, songpyeon gotowany na parze tteok z ryżu kleistego z nadzieniem, serwowany podczas święta Chuseok. Yaksik to słodki tteok z kleistego ryżu, kasztanów, orzeszków piniowych, jujub i innych składników, a chapssaltteok to tteok z nadzieniem ze słodkiej pasty z fasoli.
Z kolei hangwa to ogólny termin odnoszący się do wszystkich rodzajów koreańskich tradycyjnych słodyczy. Składnikami hahngwa są głównie mąka zbożowa, miód, yeot, cukier lub owoce i jadalne korzenie. Hangwa w dużej mierze podzielone na yumilgwa (smażone słodycze), suksilgwa, jeonggwa, gwapyeon, dasik (przekąski serwowane do herbaty) i yeot.

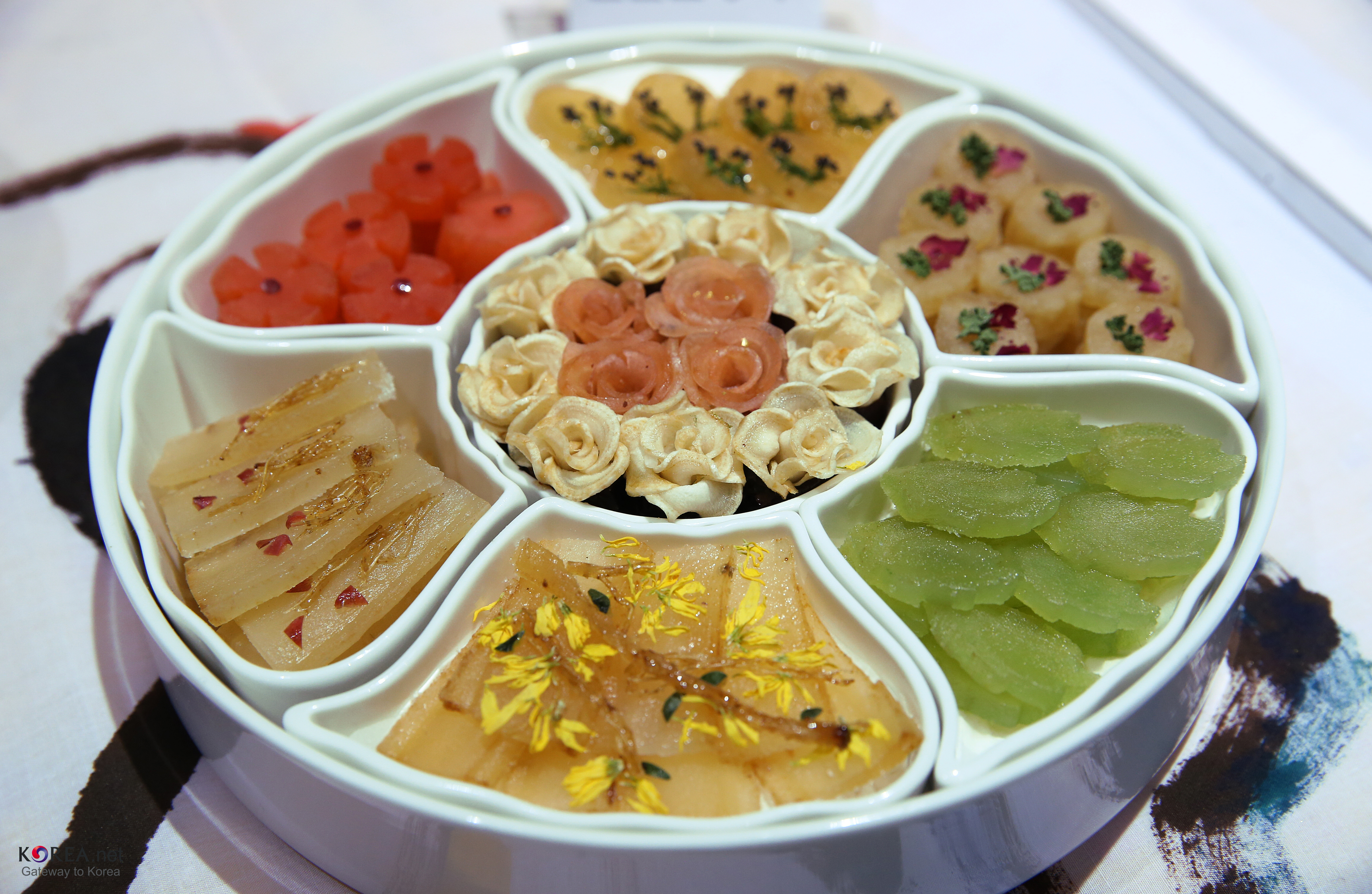
Różne hangwa

Yumilgwa powstaje poprzez smażenie kawałków ciasta, takich jak maejakgwa i yakgwa. Maejakgwa to wyrób przypominający polskie faworki, z mąki pszennej, oleju roślinnego, cynamonu, soku imbirowego, jocheong i orzeszków piniowych, natomiast yakgwa (dosł. „cukierniczy wyrób leczniczy”) to ciastko w kształcie kwiatu z miodem, olejem sezamowym i mąką pszenną. Suksilgwa jest wytwarzane przez gotowanie owoców, imbiru lub orzechów w wodzie, a następnie mieszanka formowana jest w różne kształt kształty (np. owoców). Gwapyeon to przypominający galaretkę wyrób wytwarzany przez gotowanie kwaśnych owoców, skrobi i cukru. Dasik powstaje z ciasta z mąki ryżowej, miodu i różnych rodzajów mąki z orzechów, ziół, sezamu lub jujub. Jeonggwa jest wytwarzane przez gotowanie owoców, korzeni roślin i nasion w miodzie, yeot lub wodzie z cukrem. Konsystencją przypomina marmolady lub dżem. Yeot to koreańskie tradycyjne słodycze w postaci płynnej lub stałej przyrządzane z ryżu gotowanego na parze, kleistego ryżu, kukurydzy, słodkich ziemniaków lub różnych ziaren. Ugotowane na parze składniki są lekko fermentowane i gotowane w dużym naczyniu przez długi czas.

## Kuchnia regionalna

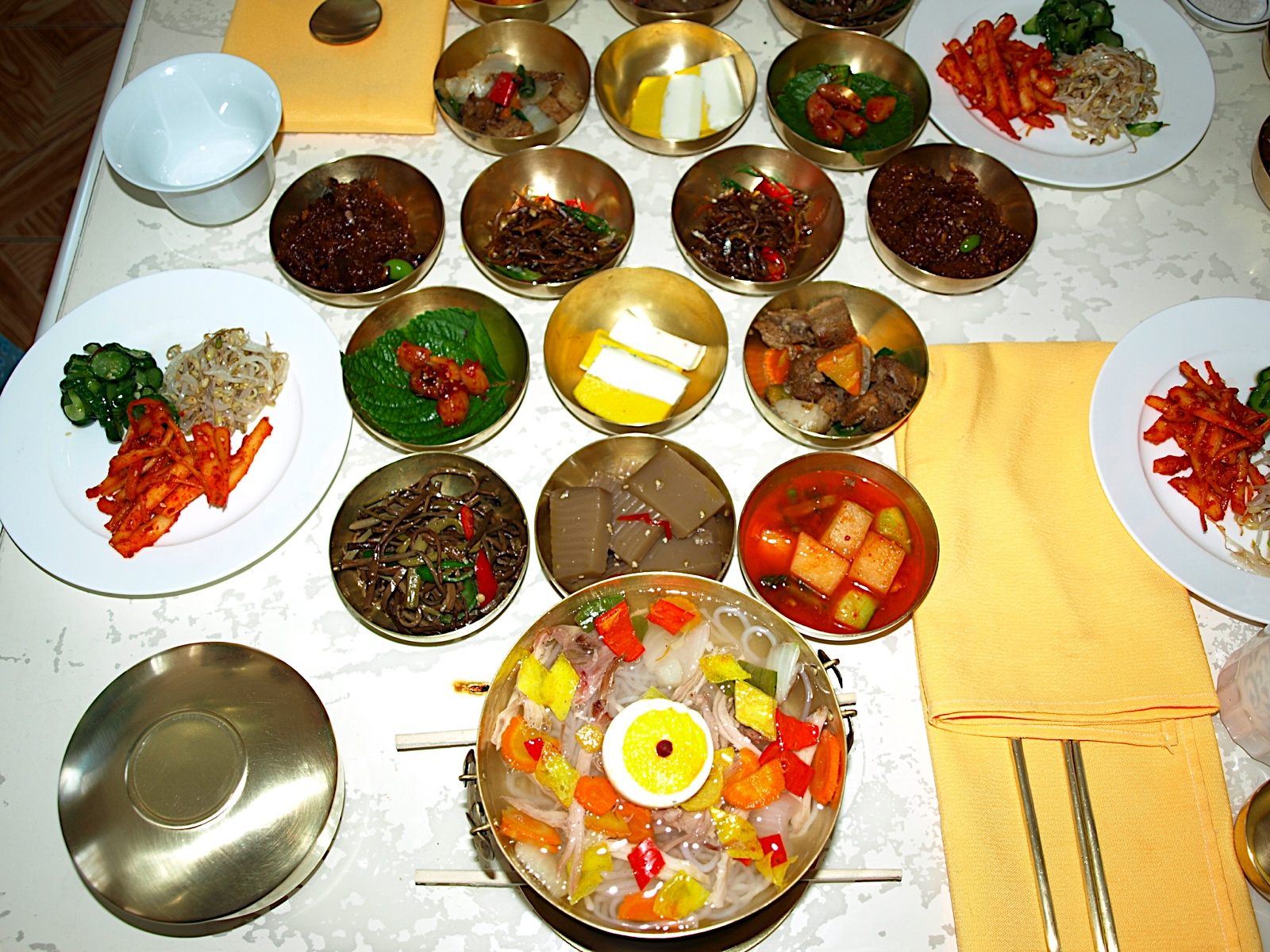
Tradycyjny posiłek z Kaesŏng, Korea Północna

Koreańskie kuchnie regionalne charakteryzują się lokalnymi specjałami i charakterystycznymi stylami kuchni koreańskiej. Podziały odzwierciedlają historyczne granice prowincji, w których przetrwały te tradycje kulinarne i żywnościowe aż do czasów współczesnych.
Chociaż Korea od 1948 roku podzielona jest na dwa państwa (Korea Północna i Korea Południowa), to wcześniej była podzielona na osiem prowincji (paldo) według okręgów administracyjnych dynastii Joseon. Północny region składał się z prowincji Hamgyeong, Pyeongan i Hwanghae. Region centralny obejmował prowincję Gyeonggi, Chungcheong i Gangwon. Prowincja Gyeongsang i Jeolla stanowiły region południowy. W każdym regionie ludność gotowała przez pokolenia w oparciu o regionalne cechy i tradycje historyczne wynikające z unikalnego klimatu, topografii i produktów. Ludzie dostosowywali się do naturalnych cech, znajdowali odpowiednie metody poprzez doświadczenie i wcielali je w swoje nawyki żywieniowe i tworzyli lokalną kulturę żywności.
Do końca XIX wieku sieci transportowe nie były dobrze rozwinięte, a każdy region prowincjonalny zachował swoje charakterystyczne smaki i metody gotowania. Różnice geograficzne znajdują również odzwierciedlenie w lokalnych specjalnościach spożywczych w zależności od klimatu i rodzajów upraw rolnych, a także dostępnej naturalnej żywności. Wraz z nowoczesnym rozwojem transportu i wprowadzeniem zagranicznej żywności koreańskie kuchnie regionalne mają tendencję do nakładania się i integracji. Jednak wiele unikalnych tradycyjnych potraw w koreańskiej kuchni regionalnej było przekazywanych z pokolenia na pokolenie.

### Street food
W Korei Południowej tanie jedzenie można kupić w pojangmacha, straganach ulicznych w ciągu dnia, gdzie klienci mogą zjeść stojąc obok stoiska lub zabrać jedzenie na wynos. Nocą pojangmacha stają się małymi namiotami, które sprzedają jedzenie, napoje niealkoholowe i alkoholowe.
Sezonowe dania uliczne obejmują hotteok i bungeo-ppang, które cieszą się popularnością zarówno jesienią jak i zimą. Kimbap i tteokbokki są również bardzo popularnym jedzeniem ulicznym.
Innym popularnym jedzeniem są sundae, twigim (튀김) i eomuk (어묵), które są popularne razem z tteokbokki. Gyeran-ppang (계란 빵) i hoppang (호빵) są bardzo popularne zimą. Dak-kkochi (닭 꼬치) to jedna z popularniejszych potraw w Korei; jest to szaszłyk z kurczakiem w różnymi sosach.